# Милатковићи
Милатковићи су насељено мјесто у општини Чајниче, Република Српска, БиХ. Према попису становништва из 1991. у насељу је живјело 127 становника.
Овдје се налази Старо војничко гробље на подручју Хртар (Чајниче).

## Становништво 1991.
Према попису становништва из 1991. године, мјесто је имало 127 становника.